# Senecio snowdenii
Senecio snowdenii là một loài thực vật có hoa trong họ Cúc. Loài này được Hutch. miêu tả khoa học đầu tiên năm 1920.